# Canuleius metzi
Canuleius metzi är en insektsart som beskrevs av Ludwig Redtenbacher 1906. Canuleius metzi ingår i släktet Canuleius och familjen Heteronemiidae. Inga underarter finns listade.